# Улица Чкалова (Ярославль)
У́лица Чка́лова — улица в центральной части города Ярославля, в районе Пятёрка. Лежит между проспектом Октября и Угличской улицей.

## История
Улица возникла в послевоенные годы, при строительстве посёлка Ярославского автозавода, который позже получил народное название «Пятёрка». Название улица Чкалова официально присвоено в декабре 1948 года по предложению главного архитектора Ярославля А. В. Федорова в честь лётчика Валерия Чкалова.

## Здания и сооружения
По чередованию застройки улица распределяется на несколько участков:
1. Проспект Октября — Улица Чехова: нежилая зона. По чётной стороне расположены здания областной клинической онкологической больницы (№ 4а), Центр гигиены и эпидемиологии в Ярославской области (№ 4) и корпус Медицинской академии (№ 6), по нечётной — парк культуры и отдыха Моторостроителей («Юбилейный парк»).
2. Улица Чехова — Улица Белинского. Чётная сторона — преимущественно «сталинская застройка», в середине — ледовый дворец спорта «Торпедо» (№ 20). Нечётная сторона — преимущественно «хрущёвские» 4-5-этажные кирпичные дома, в центре квартала — бассейн «Лазурный» (№ 11).
3. Улица Белинского — Улица Жукова. Чётная сторона — «немецкие» 2-этажные дома, в середине — Профессиональное училище № 10 (№ 34). Нечётная сторона — рынок Ленинского района (пересечение с ул. Белинского), далее 5-этажные кирпичные «хрущёвки» и 9-этажная жилой дом (№ 23к2).
4. Улица Жукова — Улица Добрынина. Чётная сторона — в 2015 году снесённый кинотеатр «Волга» (№ 48а), далее 3-этажные «сталинские» дома, в центре квартала — бетонное здание проектного института (№ 54а). Нечётная сторона — 4-этажные кирпичные «хрущёвки».
5. Улица Добрынина — Угличская улица — по обе стороны 4—5-этажные кирпичные «хрущёвки» и несколько 9-этажных зданий.

## Транспорт
По середине улицы Чкалова на всём её протяжении проходит трамвайная линия, ставшая одним из символов и неотъемлемой частью района, а номер одного из трамвайных маршрутов дал название целому жилому району. По состоянию на 2016 год по улице Чкалова курсируют три трамвайных маршрута: № 1 (до улицы Свердлова), № 5 (до Больницы № 9 (Брагино) и №6 (до улицы Блюхера)
Кроме того, по улице курсируют и другие виды транспорта — автобус и маршрутные такси: Автобус № 44 (Торговый переулок — Угличская улица — Ярославль-Главный);№ 44к (Торговый переулок — Угличская улица); Маршрутные такси № 38 (Волгоградская улица — Нижний поселок) ; № 61 (15-й микрорайона (Пашуково) — Пивзавод); № 67 (Угличская улица — завод «Машприбор»); № 86 (Угличская улица — Областная больница) и № 94 (Угличская улица — 5-й микрорайона (Суздалка)).